# ابیگیل کروتندن
ابیگیل کروتندن (انگلیسی: Abigail Cruttenden؛ زادهٔ ۲۳ مارس ۱۹۶۸) بازیگر اهل بریتانیا است.
وی بازیگر فیلم‌هایی همچون پوآرو (فصل اول)، شارلوت گری، نظریه همه‌چیز، آنا کارنینا، شارپ، قصه‌گو، نزدیکی صمیمانه و جین ایر بوده است.